# Cantonul Creil-Nogent-sur-Oise
Cantonul Creil-Nogent-sur-Oise este un canton din arondismentul Senlis, departamentul Oise, regiunea Picardia, Franța.

## Comune
| Comune             | Populație (1999) | Cod poștal | Cod INSEE |
| ------------------ | ---------------- | ---------- | --------- |
| Creil              | 35 000 (1)       | 60100      | 60175     |
| Nogent-sur-Oise    | 19 151           | 60180      | 60463     |
| Villers-Saint-Paul | 5 944            | 60870      | 60684     |